# Лейтен 726-8

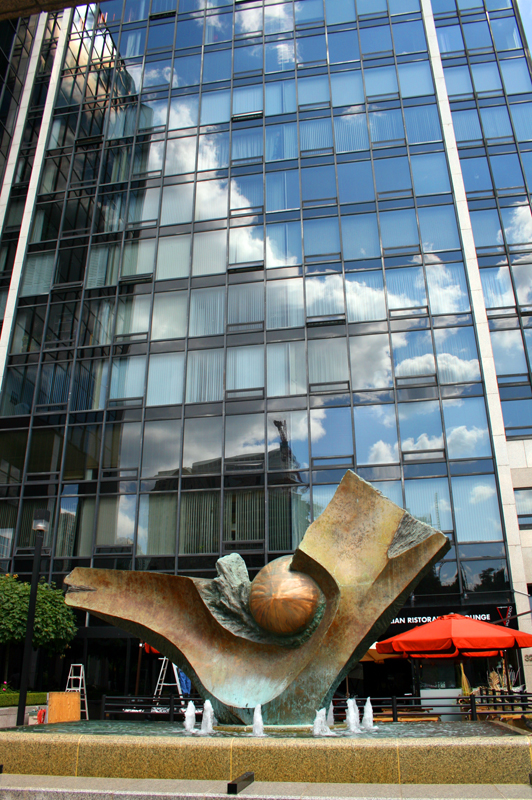
UV Кита, скульптура в Торонто (1982)

Лейтен 726-8 (Luyten 726-8) — двойная звезда в созвездии Кита. Одна из ближайших к Земле звёздных систем. Находится на расстоянии 8,73 св. лет от Солнца. Компонента Лейтен 726-8 B является прототипом вспыхивающих звёзд типа UV Кита.

## Открытие
Система Лейтен 726-8 была открыта в 1948 году Якобом Лейтеном в процессе составления каталога звёзд с собственным движением. Он заметил очень большое собственное движение звезды — 3,37 угловой секунды в год — и внёс в свой каталог под именем Лейтен 726-8. Вскоре после этого был открыт меньший компаньон Лейтен 726-8 B, который, будучи вспыхивающей звездой, получил название UV Кита.

## Двойная система
Лейтен 726-8 A (BL Кита) — красный карлик спектрального класса M5,5e. Является вспыхивающей звездой, однако, её активность не столь впечатляюща как у UV Кита.
Лейтен 726-8 B (UV Кита) — красный карлик спектрального класса M6,0e. Хотя UV Кита и не была первой открытой вспыхивающей звездой, но именно она, как наиболее выдающийся пример подобных звёзд, дала своё имя целому классу эруптивных переменных звёзд. Время от времени на её поверхности происходят впечатляющие вспышки. В 1952 году её яркость увеличилась в 75 раз всего за 20 секунд.
Для компонент GJ65 AB определены радиусы в 0,165±0,006 и 0,159±0,006 радиуса Солнца, массы — 0,1225±0,0043 и 0,1195±0,0043 массы Солнца соответственно.
Обе звезды имеют практически одинаковую яркость и обращаются друг вокруг друга с периодом 26,5 года. Эксцентриситет в системе достаточно большой (0,62), поэтому расстояние между компонентами меняется от 2,1 а. е. до 8,8 а. е. (от 310 до 1320 млн км.). Ближайшим соседом к звезде является знаменитая Тау Кита, расположенная на расстоянии 3,19 св. года.

## Ближайшее окружение звезды
Следующие звёздные системы находятся на расстоянии в пределах 10 световых лет от системы Лейтен 726-8:
| Звезда             | Спектральный класс | Расстояние, св. лет |
| τ Кита             | G8 Vp              | 3,2                 |
| YZ Кита            | M4,5 Ve            | 3,6                 |
| ε Эридана          | K2 V               | 5,1                 |
| Лакайль 9352       | M0,5 Ve            | 6,7                 |
| LHS 1565           | M5,5 V             | 7,1                 |
| HIP 15689          | ?                  | 7,4                 |
| Звезда ван Маанена | DZ7                | 7,6                 |
| EZ Водолея ABC     | M5,5 Ve/M/M        | 7,7                 |
| Звезда Тигардена   | M6,5 V             | 8,0                 |
| GJ 1002            | M5,5 V             | 8,4                 |
| TZ Овна            | M4,5 Ve            | 8,4                 |
| Солнце             | G2 V               | 8,7                 |
| ε Индейца          | K5 Ve              | 10,0                |